# IC 3948
IC 3948 је елиптична галаксија у сазвјежђу Береникина коса која се налази на листи објеката дубоког неба у Индекс каталогу.
Деклинација објекта је + 24° 3' 41" а ректасцензија 12h 58m 58,1s. Привидна величина (магнитуда) објекта IC 3948 износи 16,0 а фотографска магнитуда 17,0.